# کونگاک
کونگاک (به لاتین: Kungak) یک منطقهٔ مسکونی در روسیه است که در باشقیرستان واقع شده‌است.